# Velika simbolična loža Paragvaja
Velika simbolična loža Paragvaja (špansko Gran Logia Simbólica del Paraguay) je prostozidarska velika loža v Paragvaju, ki je bila ustanovljena leta 1969.
Združuje 16 lož, ki imajo skupaj 850 članov.